# Щоденник Анни Франк
Щоденник Анни Франк (нід. Het achterhuis, дослівно «У задній частині будинку», інші переклади українською — «Щоденник», «Сховище. Щоденник у листах») — записи нідерландською мовою, які робила єврейська дівчинка Анна Франк з 12 червня 1942 по 1 серпня 1944 року в період нацистської окупації Нідерландів. З початку 1944 року Франк почала готувати записи до можливої публікації після звільнення Нідерландів (змінила імена дійових осіб),  проте ця робота залишилася незавершеною.
Останній запис у щоденнику датований 1 серпня 1944 року, через три дні гестапо заарештувало всіх, хто ховались у притулку. Анна Франк померла в концтаборі Берґен-Бельзен. Записи щоденника збереглися, і їх передали батькові дівчинки — Отто Франку, який вижив в Освенцимі. 1947 року уклав скорочений варіант для публікації. Отто Франк заповів оригінал щоденника Нідерландському державному інституту військової документації.

1947 року вперше видано в Нідерландах; у США й Великій Британії — 1952 року з назвою «Щоденник дівчинки» (англ. The Diary of a Young Girl). На основі щоденника створено кілька художніх творів. Більша частина оповідей щоденника є реалістична, але книга містить також декілька вигаданих історій. «Щоденник» перекладено більш ніж 60 мовами.

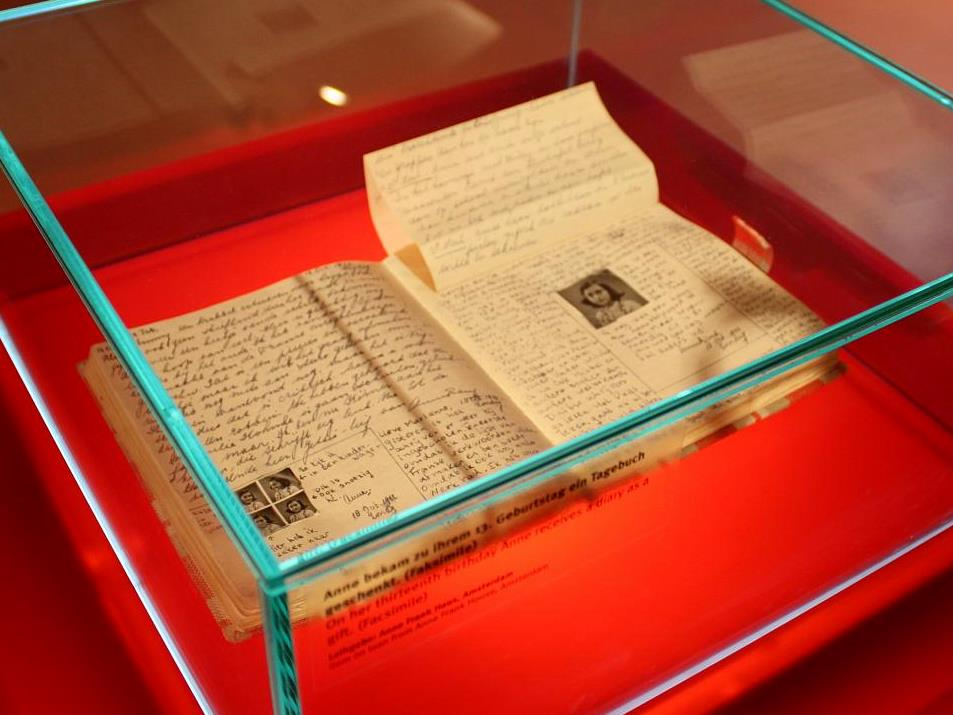
Факсіміле щоденника Анни Франк у експозиції музею Anne Frank Zentrum у Берліні, Німеччина.

## Екранізації
- Фільм «Щоденник Анни Франк» (англ. The Diary of Anne Frank) (США, реж. Джордж Стівенс, 1959).

## Переклади українською
Щоденник Анни Франк уперше перекладено українською 1995 року  на прохання директора Українсько-американського бюро захисту прав людини, правозахисника Семена Глузмана. «Щоденник» переклав мовознавець, перекладач і редактор Михайло Тупайло (пізніше змінив ім'я й прізвище на гебрейське Міхаель Барад). Першу й другу публікації книги українською мовою оприлюднило видавництво «Сфера» 1995 й 1999 роках за допомоги Українсько-американського бюро захисту прав людини й Американського фонду розвитку єврейських громад в Україні. 2003 року з'явилося третє видання перекладу, доповнене фрагментами листів, знайденими 1999 року. Це видання безкоштовно презентували на виставці про Анну Франк в Україні 2003 року.
Видання
- Франк Анна. Щоденник. Переклад з німецької: Михайло Тупайло (Міхаель Барад); редактор перекладу: Анна Шнайдерман, Володимир Жмир; художник: В'ячеслав Потієвський. Київ: Українсько-Американське бюро захисту прав людини, 1995. 264 стор. ISBN 5-86828-035-0 (1-е вид.)
- Франк Анна. Щоденник. Переклад з німецької: Михайло Тупайло (Міхаель Барад); редактор перекладу: Анна Шнайдерман. Київ: Сфера, 1999. 278 стор. ISBN 966-7267-80-6 (2-е вид.)
- Франк Анна. Щоденник. Переклад з німецької: Михайло Тупайло (Міхаель Барад); редактор перекладу: Анна Шнайдерман. Київ: Сфера, 2003. 282 стор. іл. ISBN 966-7841-60-X (3-тє видання доповнене й перероблене; містить матеріал, що раніше не публікувався)
- Франк Анна. Щоденник. Переклад з німецької: Михайло Тупайло (Міхаель Барад); редактор перекладу: Анна Шнайдерман. Київ: Сфера, 2006; 2009. 282 стор. ISBN 978-966-8782-61-9 (3-тє видання доповнене й перероблене; містить матеріал, що раніше не публікувався)
- Франк Анна. Сховище. Щоденник у листах. Переклад з німецької: Михайло Тупайло (Міхаель Барад); редактор перекладу: Анна Шнайдерман. Харків: Віват, 2016. 384 стор. ISBN 978-617-690-668-1